# Jan Adolf (książę Holsztynu-Gottorp)
Jan Adolf (ur. 27 lutego 1575 na zamku Gottorp, zm. 31 marca 1616 w Szlezwiku) – książę szlezwicko-holsztyński na Gottorp od 1590 a także administrator arcybiskupstwa Bremy w latach 1585–1596 i książę-biskup Lubeki w latach 1586–1607.

## Życiorys
Filip był trzecim synem księcia szlezwicko-holsztyńskiego na Gottorp Adolfa I i Krystyny, córki landgrafa Hesji Filipa Wielkodusznego. W 1585 r. został administratorem arcybiskupstwa Bremy, a w 1586 r. biskupem Lubeki. W 1590 r., po wczesnej i bezpotomnej śmierci dwóch starszych braci, Fryderyka II i Filipa, objął tron książęcy w Gottorp. Zarówno w swym hrabstwie, jak i w Lubece zajął się porządkowaniem kwestii ustrojowych. W 1596 r. oddał młodszemu bratu Janowi Fryderykowi arcybiskupstwo Bremy, a w 1607 r. także biskupstwo Lubeki. W 1596 poślubił Augustę Oldenburg, siostrę króla duńskiego Chrystiana IV Oldenburga, z którym blisko współpracował. W latach 1609–1610 zaangażował się w tworzenie unii książąt protestanckich i organizowanie ich wspólnej polityki zewnętrznej.

## Rodzina
30 sierpnia 1596 w Kopenhadze Jan Adolf poślubił Augustę (1580–1639), córkę swego kuzyna, króla duńskiego Fryderyka II. Z małżeństwa tego pochodziło ośmioro dzieci:
- Fryderyk III (1597–1659), następca ojca jako książę Holsztynu-Gottorp,
- Elżbieta Zofia (1599–1627), żona księcia Saksonii-Lauenburg-Ratzeburg Augusta,
- Adolf (1600–1631), oficer w wojsku cesarskim,
- Dorota Augusta (1602–1682), żona księcia Holsztynu-Plön Joachima Ernesta,
- Jadwiga (1603–1657), żona palatyna reńskigo na Sulzbach Augusta,
- Anna (1605–1623),
- Jan (1606–1655), książę-biskup Lubeki,
- Chrystian (1609–1609?).